# Салман бин Ибрагим Аль Халифа
Шейх Салман бин Ибрагим Аль Халифа (араб. سلمان بن ابراهيم آل خليفة‎; 2 ноября 1965, Эр-Рифа, Бахрейн) — член королевской семьи Бахрейна, президент Азиатской футбольной конфедерации со 2 мая 2013 года. Председатель Дисциплинарного комитета Азиатской футбольной конфедерации и заместитель главы Дисциплинарного комитета ФИФА.
До своего избрания президентом АФК он был начальником футбольной ассоциации Бахрейна.
Участник выборов президента ФИФА 2016 года, назначенных в связи со скандальной отставкой Зеппа Блаттера.
Хотя глава Азиатской футбольной конфедерации шейх Салман бин Ибрагим Аль Халифа (Бахрейн) был фаворитом в борьбе на пост президента Международной федерации футбола (ФИФА) даже у букмекеров, он неожиданно проиграл выборы. После первого тура генсек УЕФА Джанни Инфантино (Швейцария) набрал 88 голосов, Аль Халифа (Бахрейн) — 85 и Али бин аль-Хусейн (принц Иордании) получил 27 голосов. Но во втором туре сторонники иорданского принца вдруг отдали свои голоса европейцу, и тот победил со 115 голосами. У Аль Халифы — 88.